# Zenaida
Genre
Le genre Zenaida regroupe certaines tourterelles appartenant à la famille des Columbidae.
Le nom Zenaida a été attribué à ce genre par un éminent ornithologue français, Charles-Lucien Bonaparte comme hommage à son épouse Zénaïde Bonaparte, fille de Joseph Bonaparte et Julie Clary.

## Liste des espèces
D'après la classification de référence (version 2.2, 2009) du Congrès ornithologique international (ordre phylogénique) :
- Zenaida macroura – Tourterelle triste
- Zenaida graysoni – Tourterelle de Socorro ou Tourterelle de Grayson
- Zenaida auriculata – Tourterelle oreillarde
- Zenaida aurita – Tourterelle à queue carrée
- Zenaida galapagoensis – Tourterelle des Galapagos
- Zenaida asiatica – Tourterelle à ailes blanches
- Zenaida meloda – Tourterelle côtière